# Csorvás
Csorvás – miasto na Węgrzech, w komitacie Békés, w powiecie Orosháza.